# Joelle Wedemeyer
Joelle Wedemeyer (Braunschweig, 12 augustus 1996) is een voetbalspeelster uit Duitsland. Ze speelt als verdediger voor VfL Wolfsburg in de Bundesliga.

## Clubcarrière
Wedemeyer begon met voetballen bij MTV Wolfenbüttel. In 2011 maakte ze de overstap naar de jeugdacademie van VfL Wolfsburg. Vanaf het seizoen 2013/13 kwam ze uit in de junioren Bundesliga. Ook nam Wedemeyer als onderdeel van Nedersaksische voetbalbond deel aan nationale bekerwedstrijden.
Voorafgaande aan het seizoen 2013/14 werd Wedemeyer overgeheveld naar het eerste elftal van VfL Wolfsburg. Haar minuten maakte ze in het tweede team actief in de 2de Bundesliga. In een DFB Pokalwedstrijd tegen TSG Burg Gretesch maakte Wedemeyer haar debuut voor de hoofdmacht van VfL Wolfsburg. Op 16 oktober 2013 maakte ze haar debuut in de Champions League in een wedstrijd tegen Pärnu JK. Wedemeyer staat nog tot medio 2026 onder contract in Wolfsburg.

## Statistieken
| Seizoen | Club             | Land      | Competitie        | Wedstrijden | Doelpunten |
| ------- | ---------------- | --------- | ----------------- | ----------- | ---------- |
| 2013/14 | VfL Wolfsburg II | Duitsland | Tweede Bundesliga | 21          | 0          |
| 2014/15 | VfL Wolfsburg II | Duitsland | Tweede Bundesliga | 10          | 0          |
| 2015/16 | VfL Wolfsburg II | Duitsland | Tweede Bundesliga | 13          | 1          |
| 2016/17 | VfL Wolfsburg II | Duitsland | Tweede Bundesliga | 1           | 0          |
| 2017/18 | VfL Wolfsburg II | Duitsland | Tweede Bundesliga | 5           | 0          |
| 2022/23 | VfL Wolfsburg II | Duitsland | Tweede Bundesliga | 1           | 0          |
| 2013/14 | VfL Wolfsburg    | Duitsland | Bundesliga        | 0           | 0          |
| 2014/15 | VfL Wolfsburg    | Duitsland | Bundesliga        | 1           | 0          |
| 2015/16 | VfL Wolfsburg    | Duitsland | Bundesliga        | 5           | 0          |
| 2016/17 | VfL Wolfsburg    | Duitsland | Bundesliga        | 2           | 0          |
| 2017/18 | VfL Wolfsburg    | Duitsland | Bundesliga        | 9           | 0          |
| 2018/19 | VfL Wolfsburg    | Duitsland | Bundesliga        | 7           | 0          |
| 2019/20 | VfL Wolfsburg    | Duitsland | Bundesliga        | 16          | 1          |
| 2020/21 | VfL Wolfsburg    | Duitsland | Bundesliga        | 19          | 1          |
| 2021/22 | VfL Wolfsburg    | Duitsland | Bundesliga        | 20          | 1          |
| 2022/23 | VfL Wolfsburg    | Duitsland | Bundesliga        | 16          | 0          |
| 2023/24 | VfL Wolfsburg    | Duitsland | Bundesliga        | 18          | 2          |
| 2024/25 | VfL Wolfsburg    | Duitsland | Bundesliga        | 11          | 1          |
| Totaal  | Totaal           | Totaal    | Totaal            | 175         | 7          |

Laatste update: 19 maart 2025

## Interlandcarrière
Wedemeyer maakte haar debuut als jeugdinternational voor Duitsland -17 in een 7-0 overwinning op de leeftijdsgenoten van Oekraïne in Brussel op 7 april 2014. Ook kwam ze uit voor Duitsland -20 waarmee ze uitkwam op het WK 2014 in Canada. Ze haalde met haar land de finale. Wedemeyer mocht in de tweede helft van de finale tegen Nigeria invallen voor Rebecca Knaak. Door een doelpunt van Lena Petermann in de 98ste minuut van de verlenging werd Wedemeyer met haar land wereldkampioen.
Op 10 juni 2018 maakte Wedemeyer haar debuut voor het Duitse nationale team in een 3-2 overwinning op Canada in Hamilton, Ontario.